# Microrhopala excavata
Espèce
La hispine noire[réf. souhaitée] (latin : Microrhopala excavata) est une petite espèce d'insectes coléoptères de la famille des Chrysomelidae, qui se rencontre dans le Nord-Est de l'Amérique du Nord.  Elle vit dans les champs, les prés, les cultures et autres sites ensoleillés. Elle peut atteindre de 6 à 9 mm de long.

## Description
Sa livrée est globalement noire et très luisante. Ses antennes en massue mesurent à peine le tiers du corps. Sa tête est petite, conique, et semble soudé au pronotum. Celui-ci est conique et à peine plus large que la tête. Ses élytres forment une ellipse presque rectangulaire, plutôt plat et plus grossièrement ponctués que le pronotum.

## Alimentation
Il se nourrit surtout de la Rudbeckie et de la Verge d'or, toutes deux de la famille des Asteraceae.

## Galerie

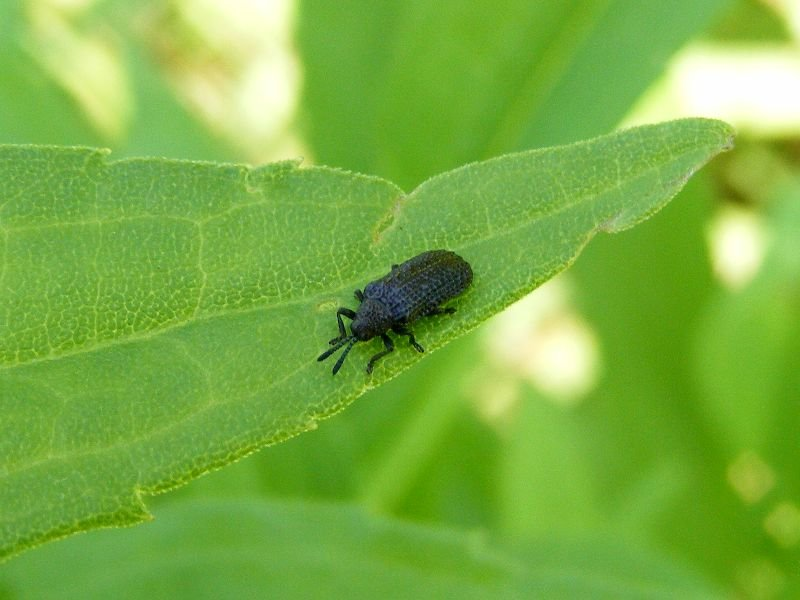
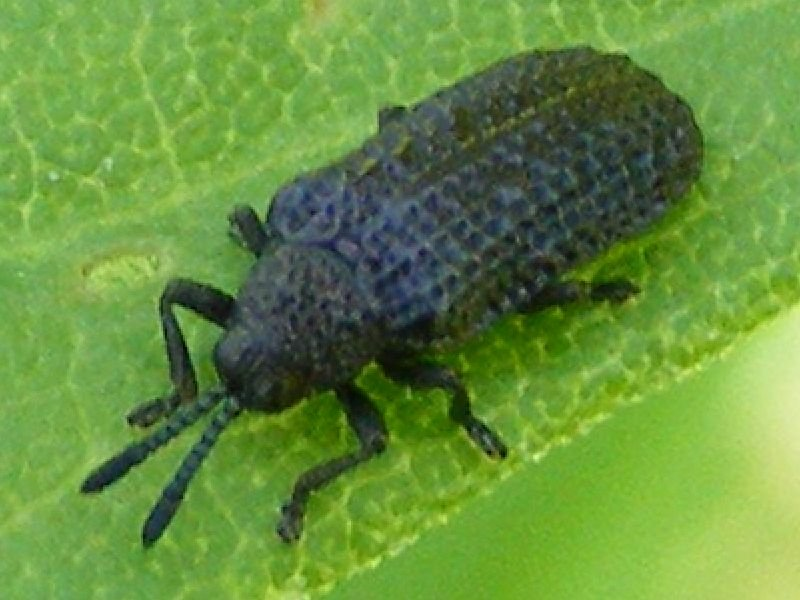
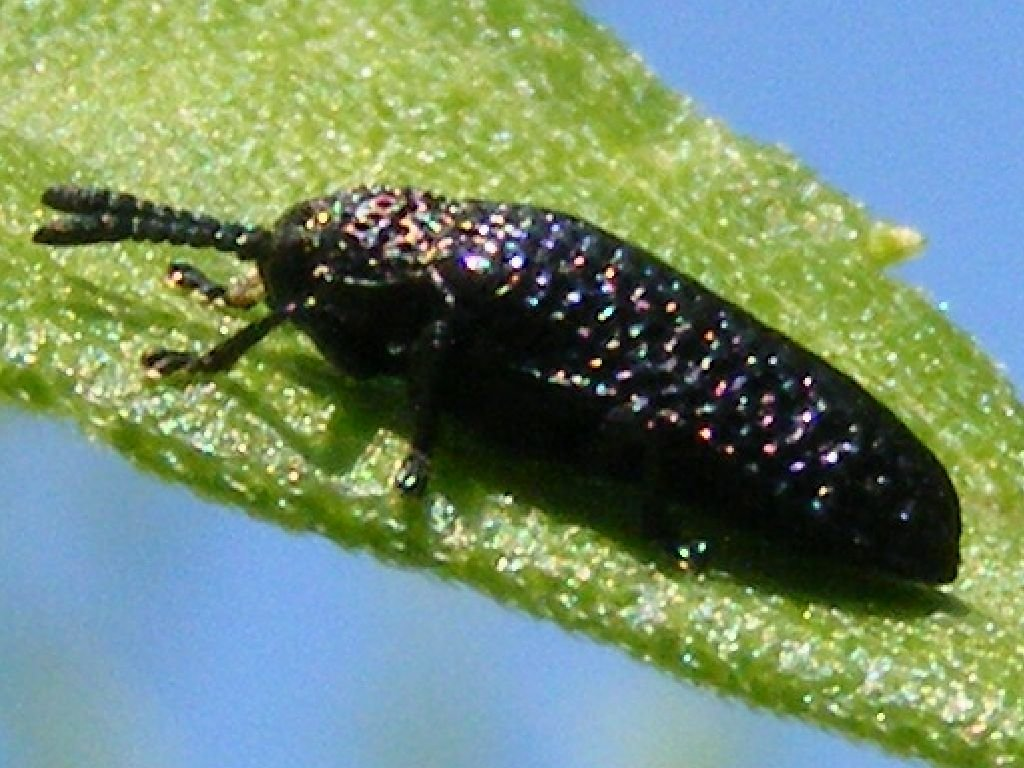

## Liste des sous-espèces
Selon Catalogue of Life (29 août 2014) :
- sous-espèce Microrhopala excavata cyanea (Say, 1824)
- sous-espèce Microrhopala excavata excavata (Olivier, 1808)